# احمد اسکندرپور
احمد اسکندرپور (زاده ۲۵ ژوئیه ۱۹۵۵) ورزشکار رشته شمشیربازی اهل ایران است. وی از شرکت کنندگان بازی‌های المپیک تابستانی ۱۹۷۶ و آورنده مدال طلا در رشته سابر در بازی‌های آسیایی ۱۹۷۴ بود.